# بطائح العراق

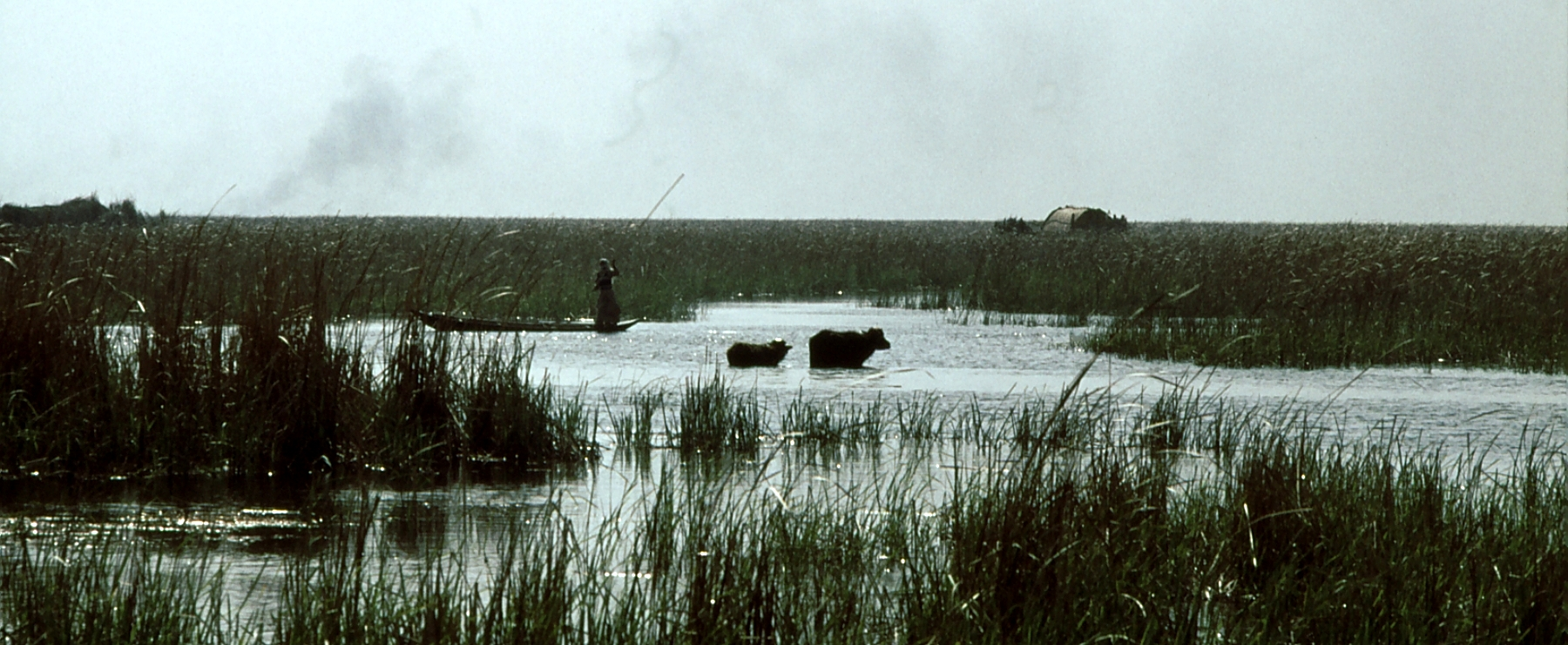
بطائح ومستنقعات العراق 1978م

بَطِيحة (بفتح الباء وكسر الطاء) هي كلمة تستخدم لغويًا للإشارة إلى ماء المستنقع، وجمعها هو بطائح بينما تعتبر البطيحة والبطحاء من الأسماء المرادفة لها. يُقال: "تبطح السيل" عندما يمتد ويتسع في الأرض، لذا سميت بطائح بهذا الاسم لأنها تشير إلى الأراضي التي تسيل فيها المياه وتتسع. وتُعرف بأنها أراضٍ واسعة.

## الموقع
البطائح هي منطقة تقع في جنوب العراق، وتحديدًا بين مدينتي واسط والبصرة. تُعرف هذه المنطقة بمستنقعاتها الواسعة، حيث يصعب رؤية طرفيها بسبب اتساعها. كانت البطائح قديمًا مناطق عامرة ومتصلة بالقرى.
في عصر كسرى أبرويز (590- 628م) ، شهدت البطائح زيادة كبيرة في مياه نهري دجلة والفرات، مما أدى إلى عجز السلطات عن السيطرة على تدفق المياه. نتيجة لذلك تبطحت المياه وغمرت الديار والمزارع، مما تسبب في ضرر كبير في تلك المناطق.

## التسمية
يرجع أصل تسمية البطائح إلى الحضارة السومرية، حيث تتضمن لهجة سكان الأهوار كلمة (إيشان) وجمعها (أيشن)، التي تعني التل المحاط بالمياه. وقد وُجدت في الكتابات المسمارية لفظة (أكامي) التي تعني البطائح حيث تعتبر موطنًا لانتشار نباتات القصب والبردي.
كما ذُكرت كلمة (أبراته)، التي تشير إلى إقليم القصب، والذي يعد سائدًا في منطقة البطائح. وقد عُثر على بعض الأثار الأثرية، مثل الأواني الفخارية، التي تحمل آثار عيدان البردي، مما يدل على قدم تاريخ هذه المنطقة وأهميتها في العصور القديمة
ذُكرت البطائح البابلية في لوحة (Peuting eriana) حيث وردت فيها كلمة ديوتاهي (diotahi)، والتي تعتبر محرفة عن (بيوتاهي)، وهو الاسم الذي أطلقه العرب على المنطقة. كما أطلق الأشوريين على هذه المنطقة اسم ( نار مرتو)، بمعنى : المار المر، بينما أطلقوا على بعض الأهوار اسم (أغمارتيا) الذي يشير إلى البطيحة الكبرى.
يتضح من المعلومات السابقة التداخل بين أصل كلمة (البطيحة) والطبيعة الجغرافية للمنطقة. اتفق كل من المقدسي والحميري وقدامة بن جعفر على أن البطائح تقع على بُعد عشرين فرسخًا جنوب مدينة واسط، وقد أطلق عليها اسم بطائح واسط أو بطائح البصرة؛ نظرًا لموقعها بين المدينتين.
تحدها محافظة ميسان من جهة، بينما يحدها نهر دجلة ومدينة بغداد من جهة أخرى. على الرغم من ذلك، اختلف هؤلاء الجغرافيون في تحديد مساحة البطائح بدقة؛ وذلك بسبب صعوبة قياسها بدقة، حيث يُعزى هذا الاختلاف إلى عدم استقرار المساحة نتيجة الفيضانات المتكررة.

## الجغرافيا

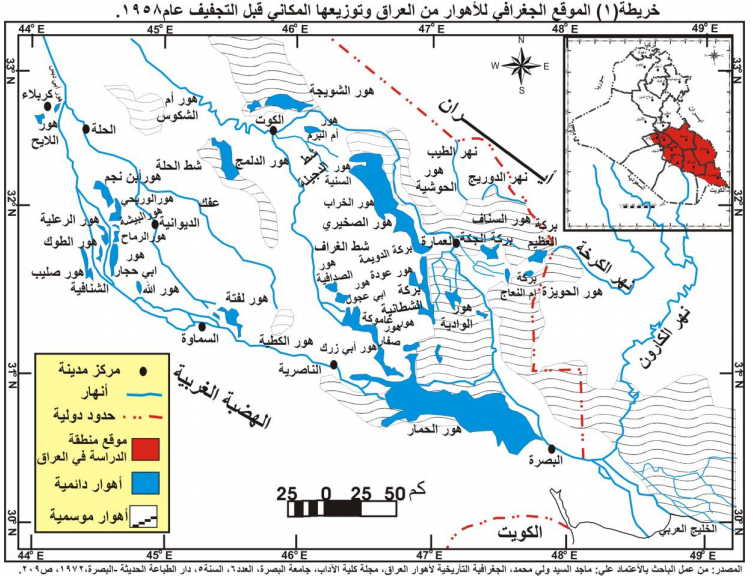
أهوار العراق قبل 1958م.

كانت منطقة البطائح تعرف في زمن الأكاسرة بأنها قرى مزدهرة تحتوي على مزارع غنية. إلا أن الإهمال وعدم استصلاح الأراضي أدى إلى تحول هذه المناطق مع مرور الزمن إلى بطائح، حيث غمرتها المياه وأصبحت مستنقعات وأهوار تغذيها مياه نهري دجلة والفرات.
تشكل هذه الظاهرة جزءًا من تكوين دلتا الأنهار، حيث تميل الأنهار وفروعها إلى ملء المناطق المجاورة لها بالمياه أكثر من المناطق البعيدة. وقد شهدت مجاري الأنهار تغيرات متعددة عبر العصور، مما أدى إلى تكوين ضفاف مرتفعة وترك أراضٍ واطئة. المناطق الواطئة، التي تتعرض للفيضانات، أصبحت تعرف بالأهوار، وأطلق العرب على هذه الأهوار اسم "البطائح".
تحتوي البطائح على أنهار كثيرة ومستنقعات وآجام، ومن أبرز هذه الأنهار.
- نهر (الصلح) الذي يقع فوق واسط، وكان هذا النهر يأخذ مياهه من الضفة الشرقية لنهر دجلة عند مدينة فم الصلح، ويجري نحو الجنوب الشرقي حيث تصب مياهه في البطائح
- نهر (بردودا) وفوهة هذا النهر فوق واسط، أوله مع القرية التي تسمى الشديدية وهو نهر يصب في البطيحة، وهو من الأنهار التي ورد ذكرها في أخبار حركة الزط
- نهر (أبان) وهو نهر كبير أوله أسفل واسط ويصب في البطيحة
- نهر( المبارك) الذي يصب في البطائح وهو نهر قديم، يأخذ من نهر الفرات وهو على بعد تسعة فراسخ من واسط، وقد حفره خالد بن عبد الله القسري
- نهر (السيب) والذي حفره الحجاج بن يوسف الثقفي وكان يأخذ مياهه من الضفة اليمنى لنهر دجلة ثم يجري نحو الغرب، ثم تصب مياهه البطائح، وهو من الأنهار التي ورد ذكرها في أخبار حركات صاحب الزنج[9]
- نهرا (الصلة) و(برقة) وقد كان خراجهما سبعين ألف درهم
- نهر (أبو الأسد)، حيث قام أبو الأسد - أحد قادة الخليفة المنصور وكان ممن وجه إلى البصرة أيام مقام عبد الله بن علي العباس - بتوسعته عندما لم تدخله السفن لضيقه فنسب إليه
- نهر الزط وهو من الأنهار القديمة بالبطائح.[10]

## السكان

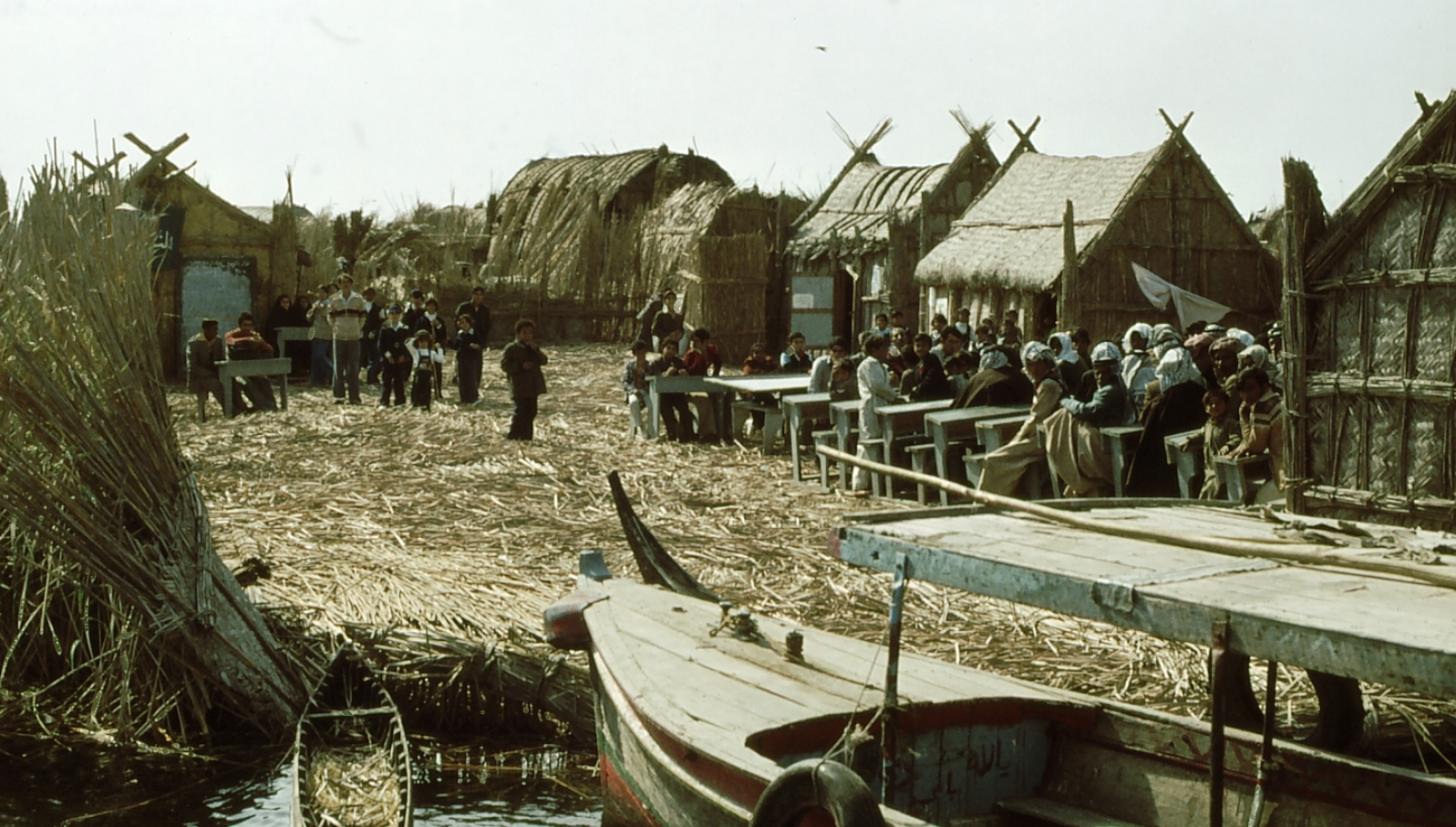
التعليم لدى سكان أهوار العراق 1978م

استوطن منطقة البطائح أعداد كبيرة من الناس لأغراض الزراعة، حيث كانت المنطقة توفر الظروف المناسبة للنشاط الزراعي. في البداية لم يكن لهذه الأسر أي اتصال بالمستوطنات الأخرى.
1. ابتداءً فقد ذُكر سكان البطائح وهم النبط السكان الاصليين في العراق وكانت لهم ثلاثة محال محلة كوثى في بابل ومحلة الطيب في ميسان والبطائح في البصرة فقيل: النبط جيل ينزلون بالبطائح بين العراقيين[12] وقد اطلق النبط في العراق على السكان الاصليين الذين يتكلمون اللغة النبطية وهي الآرامية الذين وجدهم العرب على الأرض عند الفتح، والذين لم يعلموا في الرعي أو القتال[13] كانت العلاقات بين العرب والنبط مبكرة ودائمة فقد كان النبط يسكنون في القرى والبلدات فكان العباسيين يعينون للجباية النبط بسبب خبرتهم وامانتهم حتى قيل: "نبطيٌ في جبايته".[14]
2. سكن العرب البطائح منذ أيام الإمبراطورية الأشورية، وهناك إشارات لهجرة بعض القبائل العربية نحو العراق زمن ملوك الطوائف (وهم ملوك الجبال من بلاد الدينور ونهاوند وهمذان وماسبدان وأذربيجان، واستمر ملوك الطوائف خمسمائة وسبع عشرة سنة، وقد حكمت ملوك الطوائف بين الفرس الأولى الأخمينية والفرس الثانية وهم الساسانية) حيث نزل قسم منهم الحيرة والأنبار، كما أن أغلب السكان في القرى والأرياف ينطقون إما باللغة العربية أو بلهجات قريبة من اللغة العربية، أما أهم القبائل العربية التي انتشرت من قبائل بني أسد وبكر بن وائل والأزد؛ إذ خرجت هذه القبائل أيام ملوك الطوائف، ووجدت أن أرض العراق خالية من الملوك فآثرت الاستقرار فيها، ثم استمرت القبائل العربية في التزايد حتى انتصرت في يوم ذي قار ما بين (604- 610م) فكانت هذه المعركة نقطة الانطلاق للقبائل العربية في الهجوم على السهول، وظلت غارتها مستمرة حتى فتح العراق، وقد أصبح لقبيلة بكر بن وائل نفوذًا كبيرًا، واضطر الفرس إلى استرضائها أيام كسرى أبرويز (590- 628م)، وسمحوا لها بالانتشار إلى مناطق أخرى، ومنها منطقة البطائح إذ شكلت قوة كبيرة، وأصبح أبناؤها هم أمراء البطائح في العراق.[15]
3. ومن سكان البطائح الزط (Jat) وهم قوم من الهند وبالتحديد من بلاد السند، جاءوا إلى هذه المنطقة بطرق عديدة وفي أوقات مختلفة وفي عهد الخليفة الوليد بن عبد الملك ( 86- 96هـ/ 705- 714م) أتى الحجاج بن يوسف الثقفي بمجموعة من زطّ السند، وأصنافٍ ممن بها من الأمم، وكان معهم أهلوهم وأولادهم وجواميسهم وأسكنهم في كسكر، وقد غلبوا على البطيحة وتناسلوا فيها.
4. ومن الأقوام التي سكنت البطائح الزنج، وقد أطلقت لفظة (الزنج) على أصناف مختلفة من العبيد السود، الذين جلبوا من سواحل إفريقيا الشرقية إلى جنوبي العراق لكسح السباخ وأعمال الزراعة.[16]

## الاقتصاد

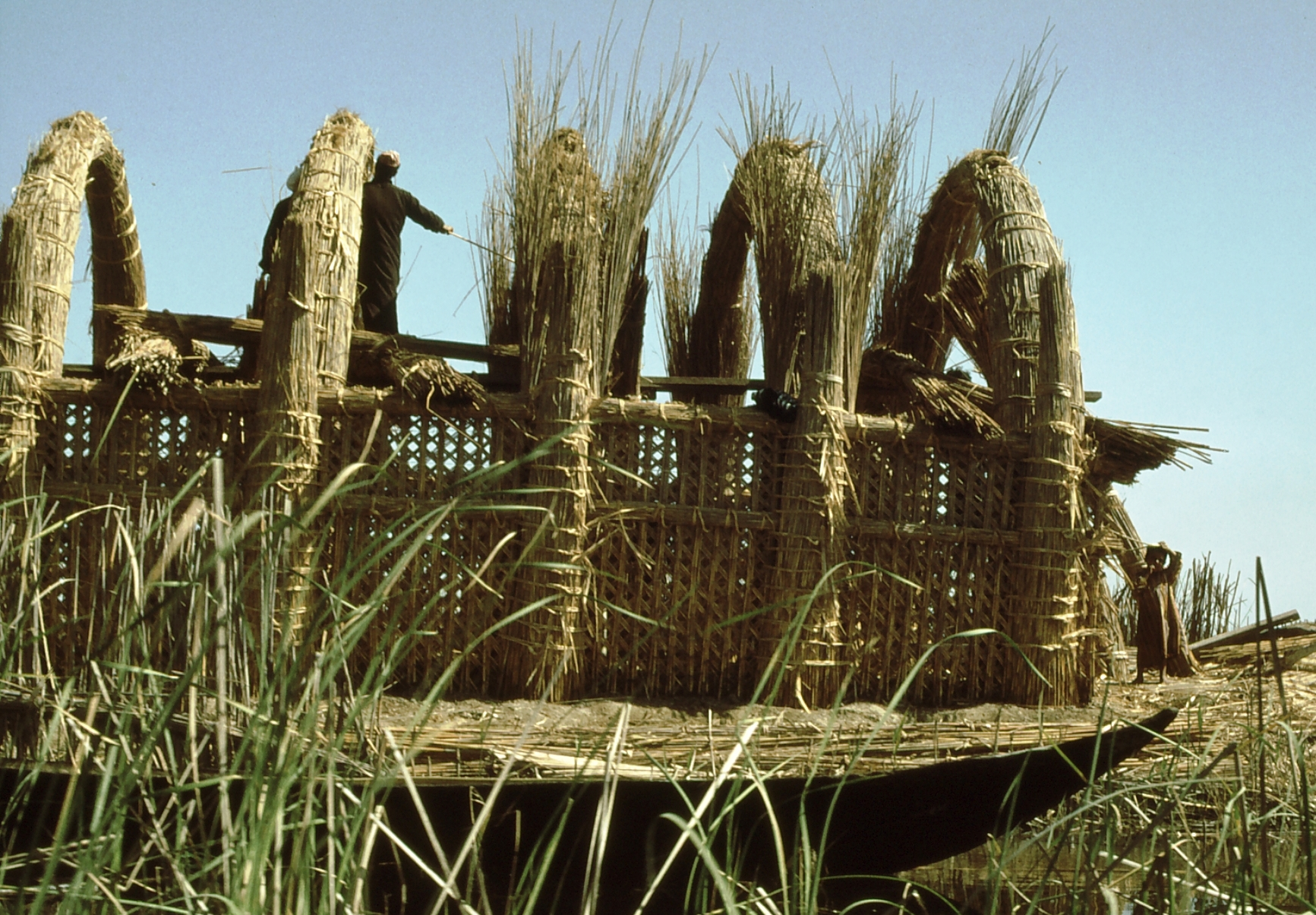
بيوت من القصب قيد الإنشاء 1978م

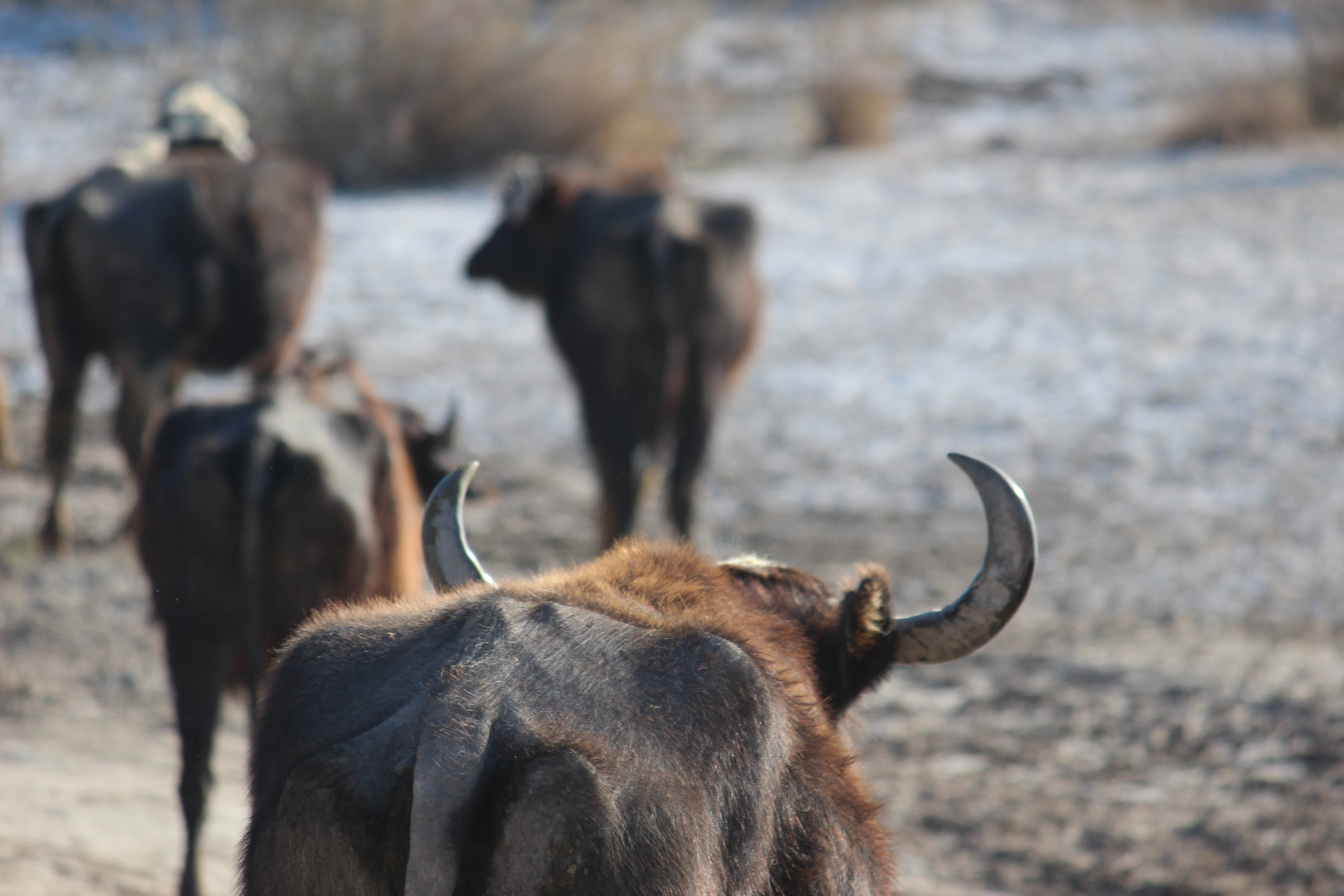
جواميس سكان البطائح في العراق

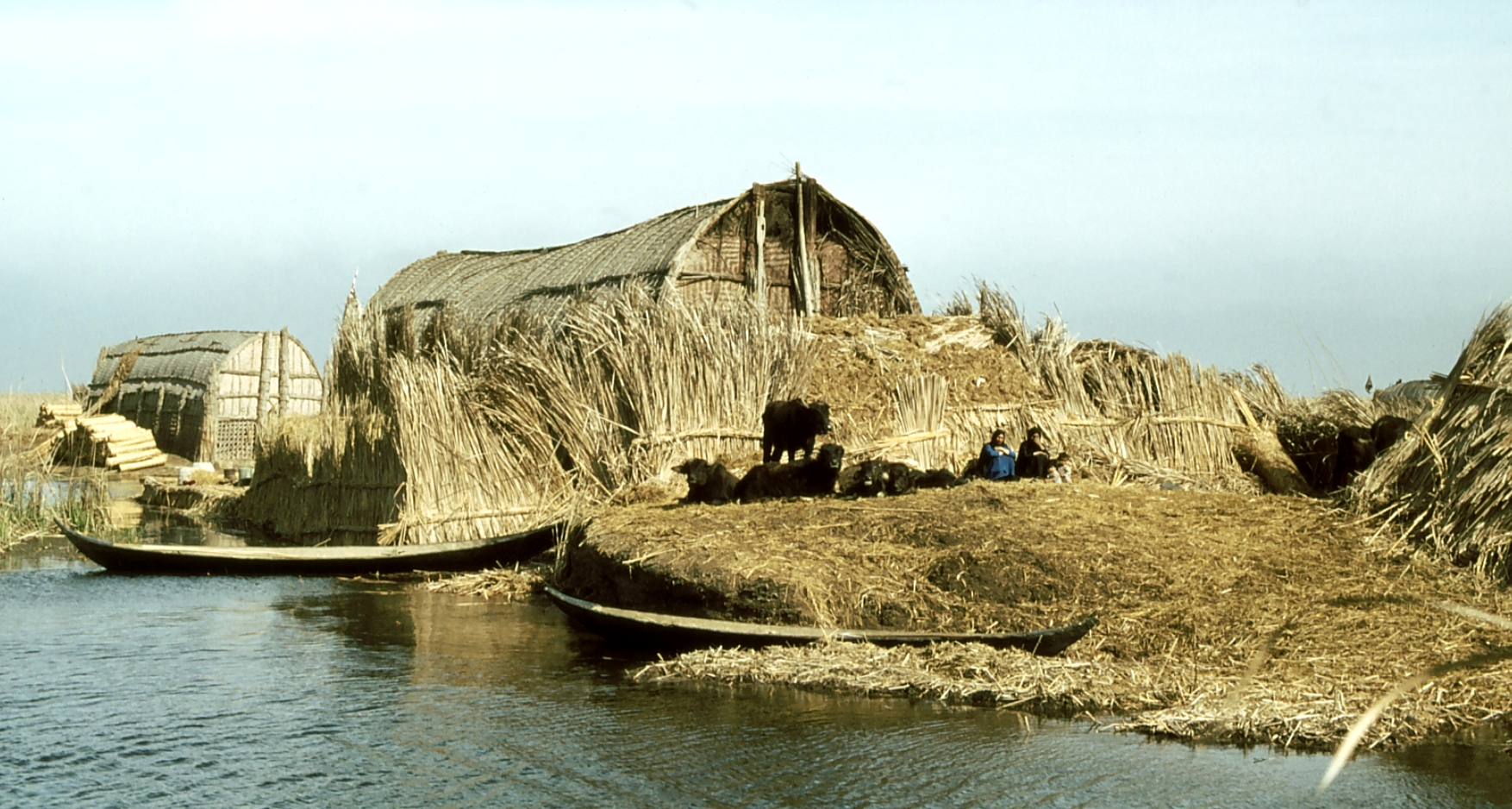
بيوت القصب في أهوار العراق 1978

أفاد موقع البطائح في الاستفادة من سواحل الهور وجزره وأحراشه المنتشرة لسكانهم وإعاشة ماشيتهم، فكانت الأدغال في المستنقعات والجزر ونباتات القصب الطري، المواد التي تكون الغذاء لماشيتهم وكانت سيقات القصب هي مادة البناء لمساكنهم خاصة في بطائح واسط والبصرة، وقد كان القصب يمر بمراحل متعددة حتى نضوجه؛ إذ أن المدة بين خروج الجيل الجديد والسيقان إلى أن تصبح الساق كاملة نحو ثمانية أشهر، فيبدأ بظهور نباتاته الخضراء وهي تشبه العشب ويكون في هذه المرحلة علفًا جيدًا للحيوانات ولا سيما الجواميس.
إضافة إلى القصب عُرف عن البطائح إنتاج الأرز، وقد كان أهل البطائح يصنعون خبزهم من دقيق الأرز الذي عرفوه مع فتح العراق، وكان إنتاج البطائح على أطراف نهري الصلة وبرقة، ومن كورة كسكر الشعير والأرز والورق.
وقد اشتهرت البطائح بأسماكها فهي غذاؤهم الرئيس، وهي خزانة أهل البصرة لكثرته في البطائح، ولممارسة سكان هذه المنطقة مهنة صيد الأسماك، والسمك فيها طري ومالح، وقد كانت بحيرات السمك تؤجر للأفراد في البطائح أيام الخليفة عمر بن عبد العزيز (99- 101هـ/717- 719م).

## مدن البطائح
لأن البطائح عامرة بالسكان فهي عامرة بالقرى والمدن أيضًا، ومن أشهر مدنها.
- الصليق، وهي من أكبر مدن البطائح وتقع على بحيرة طولها أربعون فرسخًا، وقد وُصِفت أحوالها بأنها "مدينة شديدة الحر، أدامهم السمك وماؤهم حميم وليلهم عذيب، وعقلهم سخيف ولسانهم قبيح، إلا أنها معدن الدقيق وسلطان رفيق وماء غزير"
- مدينة الطيب التي وصفت بأنها من أهم بطائح واسط وأكثرها عمرانًا، من المدن التي أقيمت على أرض هذه المدينة.[20]
- مدينة الجامدة وتلي مدينة الصليق في الكبر، وهي من المواقع التي استخرجها حسان النبطي في البطائح.[21]
- الصينية وهي بليدة تحت واسط، وقد تحصن فيها الزنج، وكانت من أهم مراكزهم الرئيسة.
- طهيثا وهي قريبة من الأهوار، وتقع على إحدى الشعب الثلاث التي يتفرع إليها دجلة عند القطر.[22]
- مدينة باذورد وتتمثل في نهاية البطيحة، وهي مدينة كبيرة تقع آخر البطائح قرب واسط. بينها وبين البصرة وقد خربت ويسمون دجلة، البصرة العظمى باذورد تسمية بهذا الموضع.[23][24]

## الإمارة الشاهينية في البطائح
كان معين الدولة عِمْرَانُ بْنِ شَاهِينْ أوَّلَ مَنْ مَلَكَ البَطائِحِ من حوالي 330 إلى 369هـ / 941 ـ 979 م. وأصلُه من الجَامِدة (مِنْ أَعْمالِ واسِطَ)، سوَادِيُّ المَنْشَأِ، من بني الحَكَم الخُزاعيون العلقميون من الحِرابي المحاربيين الذكوانيين، يَنْتَسِبُ إلى بَنِي سُلَيْمٍ القبيلة الفَنَّاءٌ. لُقِب سنة 364هـ بمعين الدولة.

## وصلات خارجية
- أهوار العراق تاريخ الماء والتجفيف
- البطائح تحت نفوذ عمران بن شاهين
- مياه أهوار العراق تنضب.. وحضارة كاملة تتلاشى معها